# 에밀 포르스베리
에밀 포르스베리(스웨덴어: Emil Forsberg, 1991년 10월 23일 ~ )는 미국 메이저 리그 사커의 뉴욕 레드불스에서 윙어로 활약하고 있는 스웨덴의 축구 선수이다.

## 클럽 경력

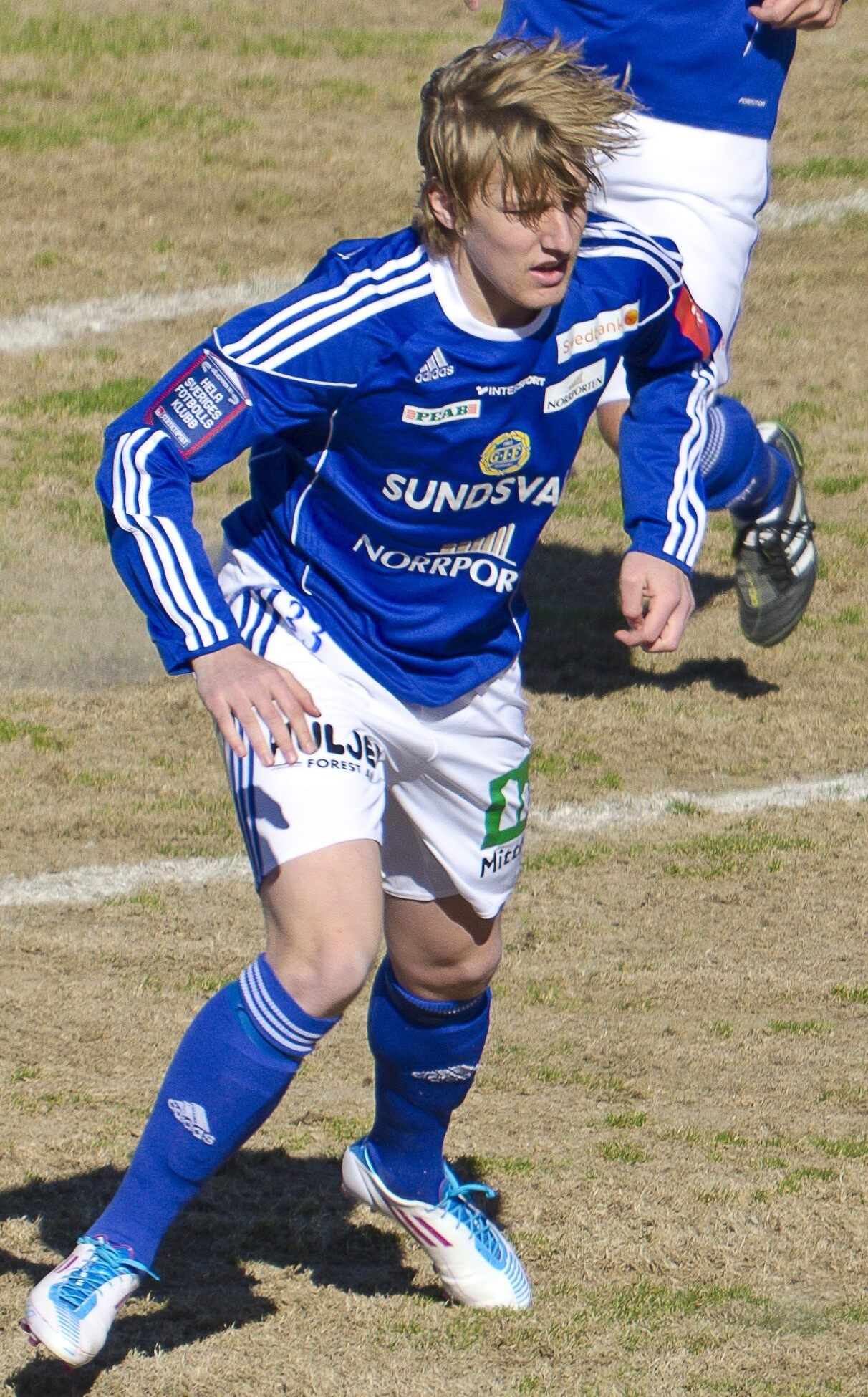
GIF 순스발 시절.

스웨덴의 순스발에서 태어났으며, GIF 순스발 청소년 팀을 거쳐 2009년에 GIF 순스발(당시 수페레탄 참가팀) 메인팀에 입단하여 프로 생활을 시작했다. GIF 순스발에서 2013년까지 4년간 활동했고, 2013년에 말뫼 FF로 이적해 2015년까지 2년간 활동했다. 2015년에는 독일 분데스리가의 RB 라이프치히에 입단하여 9년간 활동했고, 2024년 1월 라이프치히 자매 구단인 뉴욕 레드불스로 이적했다.

## 수상

### 클럽
말뫼 FF
- 알스벤스칸: 2013, 2014
- 스벤스카 수페르쿠펜: 2013, 2014

### 개인
- 알스벤스칸 올해의 미드필더: 2014
- 2018년 FIFA 월드컵 맨 오브 더 매치 : vs. 스위스 (16강전)